# Países Bajos en los Juegos Paralímpicos de Atlanta 1996
Los Países Bajos estuvieron representados en los Juegos Paralímpicos de Atlanta 1996 por un total de 107 deportistas, 74 hombres y 33 mujeres.

## Medallistas
El equipo paralímpico neerlandés obtuvo las siguientes medallas:
| Nombre | Deporte                       | Evento                                                |
| --- | ----------------------------- | ----------------------------------------------------- |
| Oro |                               |                                                       |
| Willem Noorduin | Atletismo                     | Peso F35 masculino                                    |
| Jan Mulder | Ciclismo en pista             | Persecución individual tándem clase abierta masculino |
| Arno de Jong Jaap de Vries Carlo Dengerink Olaf Donners Percy Enser Rene Glimmerveen Peter Guntlisbergen Paul Heersink Dirk Hennink Olaf Karssen Rudy van Breemen                                          | Fútbol 7                      | Torneo masculino                                      |
| Jacqueline Nannenberg | Natación                      | 100 m espalda S9 femenino                             |
| Syreeta van Amelsvoort | Natación                      | 100 m mariposa S8 femenino                            |
| Alwin de Groot | Natación                      | 50 m libre S10 masculino                              |
| Alwin de Groot | Natación                      | 100 m libre S10 masculino                             |
| Alwin de Groot | Natación                      | 400 m libre S10 masculino                             |
| Alwin de Groot | Natación                      | 100 m espalda S10 masculino                           |
| Alwin de Groot | Natación                      | 200 m estilos SM10 masculino                          |
| Alwin Houtsma | Natación                      | 50 m libre MH masculino                               |
| Alwin Houtsma | Natación                      | 100 m libre MH masculino                              |
| Kasper Engel | Natación                      | 100 m braza SB5 masculino                             |
| Jurjen Engelsman | Natación                      | 100 m braza SB9 masculino                             |
| Ricky Molier | Tenis en silla de ruedas      | Individual masculino                                  |
| Maaike Smit | Tenis en silla de ruedas      | Individual femenino                                   |
| Monique Kalkman Chantal Vandierendonck | Tenis en silla de ruedas      | Dobles femenino                                       |
| Plata |                               |                                                       |
| Erna Benneker Yolanda Broerse Jorien Buurman Jaapje de Zeeuw Asjoesja Ibrahimi Jennette Jansen Jozima Mosely Ingeborg Tiggelman Guda van der Laan Evelina van Leeuwen Marja van Leeuwen Jeanine van Veggel | Baloncesto en silla de ruedas | Torneo femenino                                       |
| Syreeta van Amelsvoort | Natación                      | 200 m estilos SM8 femenino                            |
| Petra Reuvekamp | Natación                      | 400 m libre S8 femenino                               |
| Rutger Sturkenboom | Natación                      | 50 m libre S9 masculino                               |
| Rutger Sturkenboom | Natación                      | 100 m libre S9 masculino                              |
| Rutger Sturkenboom | Natación                      | 200 m estilos SM9 masculino                           |
| Alwin de Groot | Natación                      | 100 m braza SB9 masculino                             |
| Alwin de Groot | Natación                      | 100 m mariposa S10 masculino                          |
| Jurjen Engelsman | Natación                      | 200 m estilos SM10 masculino                          |
| Monique Kalkman | Tenis en silla de ruedas      | Individual femenino                                   |
| Jappie Walstra | Tiro con arco                 | Individual W2 masculino                               |
| Bronce |                               |                                                       |
| Manfred Kooy | Atletismo                     | 800 m T37 masculino                                   |
| Willem Noorduin | Atletismo                     | Disco F35 masculino                                   |
| Joop Stokkel | Hípica                        | Doma individual grado III mixto                       |
| Jurgen Lentink | Natación                      | 100 m braza B3 femenino                               |
| Jurgen Lentink | Natación                      | 100 m espalda B3 femenino                             |
| Petra Reuvekamp | Natación                      | 100 m braza SB7 femenino                              |
| Petra Reuvekamp | Natación                      | 100 m libre S8 femenino                               |
| Gerda Lampers | Natación                      | 100 m braza SB6 femenino                              |
| Syreeta van Amelsvoort | Natación                      | 100 m braza SB8 femenino                              |
| Laurentius van Geel | Natación                      | 100 m braza SB7 masculino                             |
| Jurjen Engelsman | Natación                      | 100 m espalda S10 masculino                           |
| Jurjen Engelsman | Natación                      | 100 m libre S10 masculino                             |
| Kasper Engel Rutger Sturkenboom Alwin de Groot Jurjen Engelsman Laurentius van Geel | Natación                      | 4 × 100 m estilos S7-10 masculino                     |
| Gertrudis Laemers | Tenis de mesa                 | Individual 4 femenino                                 |
| Harold Kersten | Tenis de mesa                 | Individual 6 masculino                                |
| Chantal Vandierendonck | Tenis en silla de ruedas      | Individual femenino                                   |
| Ricky Molier Eric Stuurman | Tenis en silla de ruedas      | Dobles masculino                                      |